# Jiří Lastiwka
Jiří Lastiwka (1888, Bukovina - 19. května 1945, Praha - Motolská nemocnice) byl za Protektorátu Čechy a Morava praktickým lékařem u německé firmy Lufthansa v Praze. Již od konce března 1939 až do začátku května 1945 aktivně pomáhal několika domácím ilegálním odbojovým organizacím (mimo jiných i zpravodajsko-sabotážní skupině Tří králů). Během Pražského květnového povstání 1945 byl při výkonu své lékařské profese v terénu raněn střepinou v obličeji a na následky otravy tetanem i přes veškerou lékařskou pomoc zemřel 19. května 1945 v nemocnici v Praze - Motole. In memoriam byl v roce 1946 vyznamenám československým válečným křížem 1939.

## Životopis
Jiří Lastiwka pocházel z Bukoviny.  Po dokončení studia lékařství na Karlově univerzitě v Praze (promoval v roce 1927) pracoval jako praktický lékař - chirurg.  Za protektorátu byl závodním lékařem německé firmy Lufthansa v Praze. (Tato firma na doktora Jiřího Lastiwku podala dne 2. listopadu 1943 udání na úřadovnu gestapa. Předmětem udání byl fakt, že MUDr. Jiří Lastiwka nechává mnoho lidí ve stavu pracovní neschopnosti.)
V Praze žil MUDr. Jiří Lastiwka na Malém Břevnově, kde se také záhy po německé okupaci (již koncem března 1939) zapojil do ilegální odbojové činnosti. (Byl zapojen aktivně do odbojové organizace „Bílá hora“ a napojen na skupinu Kapitán NEMO, která působila na Bílé Hoře a v Břevnově, a to od března 1939 až do května 1945). Jeho ilegální protiněmecká činnost měla různé podoby:
- Od konce března 1939 plnil své lékařské povinnosti i pro odbojáře a partyzány;[1]
- vydával potvrzení o nemoci, aby lidé v odboji mohli plnit své úkoly i přesto, že byli objektivně zdraví;[5][1]
- zajišťoval odboji léky a zdravotnický materiál, k němuž měl, jako podnikový lékař firmy Lufthansa, přístup (především v roce 1944 spotřeba tohoto materiálu silně vzrostla);[1]
- v ordinaci přechovával tiskoviny z ilegální tiskárny RONDO (od Antonína Ekstaina), odkud se dále kolportovaly;[1]
- na doporučení MUDr. Sedláčkové z Letné doktor Lastiwka ošetřoval děti perzekvovaných, pomáhal jim finančně i s potravinami;[6][7][1]
- s Josefem Francem [p 3] byl Jiří Lastiwka zapojen do zpravodajsko-sabotážní skupiny Tří králů, která působila v rámci vojenské ilegální organizace Obrana národa (ON)[6][1]
- Lastiwka u sebe skrýval jednoho ze Tří králů - štábního kapitána Václava Morávka (ten údajně spal na operačním stole) a několikrát jej narychlo převážel v noci ve svém autě. (Václav Morávek tehdy nějaký čas žil na pražských Petřinách v ulici Zeyerova alej (Dětmarova alej, německy Dietmar–Allee) u inspektora policejní stráže, policejního praporčíka Václava Ajšmana.[p 4])[8][9]
- příkazy k odbojové činnosti pro Tři krále dostával MUDr. Jiří Lastiwka od plukovníka Josefa Churavého, štábního kapitána Václava Morávka, podplukovníka Josefa Balabána a podplukovníka Josefa Mašína;[4]
- začátkem roku 1945 byl MUDr. Jiří Lastiwka jmenován Revolučním národním výborem vedoucím pobočné nemocnice se sídlem v Malém Břevnově. Jiří Lastiwka tak na jaře 1945 zřídil ve škole v Malém Břevnově nemocnici a vybavil ji léky a dalším zdravotnickým materiálem.[1] Nemocnice byla v provozu při Pražském květnovém povstání 1945. [p 5]

Účastnil se Pražského květnového povstání 1945 se zbraní v ruce, a to v období od 5. května 1945 do 12. května 1945 na Bílé hoře - Malý Břevnov ve skupině „Bílá hora“. Při ošetřování zraněných v terénu byl při výkonu služby lékaře dne 7. května 1945 zraněn střepinou v obličeji. I přes toto zranění pokračoval až do 12. května 1945 v léčení raněných a ošetřování nemocných. Dne 12. května 1945 byl převezen do Motolské nemocnice v Praze, kde byl týden léčen až do 19. května 1945, kdy se jej nepodařilo zachránit a zemřel na otravu tetanem.
Za svoji odbojovou činnost byl MUDr. Jiří Lastiwka po druhé světové válce vyznamenán (in memoriam) československým válečným křížem 1939.